# 海提姆·馬哈茂德
海提姆·馬哈茂德（Haithem Mahmoud，1991年9月23日—）是一名埃及角力運動員，主攻男子古典式59公斤級項目。他曾獲得兩屆非洲角力錦標賽男子古典式59公斤級冠軍。他也參加了2016年里約奧運及2020年東京奧運。

## 外部連結
- International Wrestling Datbase